# HMAS Berrima
HMAS Berrima — австралийский вспомогательный крейсер (позднее — войсковой транспорт) времён Первой мировой войны.

## История постройки и службы
Построен как пассажирский лайнер SS Berrima в 1913 году на верфи Caird & Co (Гринок, Шотландия) для компании P&O. После начала войны реквизирован ВМС Австралии, переоборудован во вспомогательный крейсер и переименован в HMAS Berrima.
19 августа 1914 года Berrima вышел из Сиднея, имея на борту 1000 пехотинцев и 500 морских резервистов из состава Австралийских военно-морских экспедиционных сил, направленных для захвата Германской Новой Гвинеи. 11 и 12 сентября войска были высажены, соответственно, в Хербертшоне и Рабауле, а 24 сентября — на Новой Гвинее. После завершения операции корабль вернулся в Сидней, где в октябре того же года его вывели в отстой, а команду распустили. Позднее корабль был переоборудован в войсковой транспорт.
14 декабря 1914 года войсковой транспорт Berrima направился на Ближний Восток в составе второго войскового конвоя, имея на борту австралийские и новозеландские войска. На буксире транспорта шла австралийская подводная лодка AE2. Berrima занимался перевозкой войск вплоть до 18 февраля 1917 года — в тот день транспорт подорвался на мине в Ла-Манше и был вынужден выброситься на берег. Позднее корабль встал на ремонт.
24 марта 1920 года Berrima вновь приступил к коммерческим перевозкам пассажиров. В сентябре 1939 года корабль продали в Японию для разделки на металл.
В марте 2010 года корабль был награждён боевым отличием «Рабаул 1914».